# 宇都野研
宇都野 研（うつの けん/きわむ、1877年（明治10年）11月14日 - 1938年（昭和13年）4月3日）は、日本の小児科医、歌人である。

## 経歴・人物
愛知県額田郡本宿村に医家の子として生まれる。後に上京し東京帝国大学（現在の東京大学）卒業後、1912年（明治45年）には文京本郷にて小児科病院を開設して、乳幼児の診療にあたった。後に竹柏会に参加し、佐佐木信綱や窪田空穂、若山牧水に師事し和歌を学び、鋭い現実との結んだ作風を取り入れた。没後は多磨霊園に葬られた。門人に杉田つるらがいる。

## 親族
- 長男：宇都野龍一（1908年 - 1959年12月31日）[3]
  - 長男の妻：宇都野操（2006年没）[3]
  - 孫：宇都野創 - 東京医科歯科大学 大学院医歯学総合研究科 特任教授[3]。

## 主な著作物

### 共著
- 『朝の光』- 1934年（昭和9年）刊行[2]。氏家信らとの共著で短歌誌[3][4]。
- 『白檮』- 対馬完治らとの共著[3]。

### その他の著書
- 『木群』- 1927年（昭和2年）発行、歌集[2]。
- 『実作者の言葉』- 1933年（昭和8年）発行[2]。